# أمين نخلة
أمين نخلة (25 يوليو 1901 - 1976) شاعر وأديب لبناني، له آثار شعرية غنية، وأعمال أدبية غزيرة في التاريخ، وفقه اللغة، وخاطرات الوجدان. وكان من الشخصيات الأدبية والسياسية اللامعة التي زهت بها الأوساط الأدبية في لبنان والبلاد العربية زمناً.

## مولده ونشأته
ولد أمين نخلة في بلدة مجدل المعوش في قضاء الشوف في 25 يوليو 1901، وهو ابن الشاعر رشيد نخلة أمير الزجل اللبناني الذي نظم النشيد الوطني اللبناني «كلنا للوطن»، وكان والد أمين نخلة مديراً لناحية مجدل معوش.

## تعليمه وحياته العملية
عندما بلغ أمين نخلة سن الدراسة، أرسله أبوه إلى مدرسة في دير القمر. وبعد ذلك انتقل إلى الكلية البطريركية في بيروت، وأكمل دراسته فيها ثم ذهب إلى دمشق ودخل كلية الحقوق وحصل على الليسانس، ثم تابع دراسته في الجامعة اليسوعية في بيروت حيث نال شهادة الليسانس مرة أخرى في العلوم الإدارية.
حصل على وظيفة جيدة في مكتب الحاكم العام الفرنسي لكنه رفضها وانصرف للمحاماة، ومارس الصحافة ونظم مقطوعات من الشعر المصقول باللفظ والنغم، وانتخب نائباً عن منطقة الشوف في المجلس النيابي اللبناني عام 1947، وشغلته شؤون المحاماة والسياسة فعكف على وضع مؤلفات في القانون أكسبته شهرة في التدقيق والتحقيق تضاهي شهرته في التدقيق اللغوي والتي فتحت أمامه عضوية المجمع العلمي العربي في دمشق، ولمع نجمه وذاع اسمه في الأوساط السياسية إضافة لمكانته الأدبية كشاعر رقيق وقد أعلن ترشيح نفسه لرئاسة الجمهورية، وزار عدة أقطار عربية لطلب دعم محبيه واصدقائه من ساسة وأمراء وحكام ثم أحجم عن الترشيح في اللحظة الأخيرة.

## من أشعاره
يمتاز شعر أمين نخلة بالعذوبة والرقة وكان له صدى في الأوساط الأدبية والشعرية وزاد ذلك لما له من علاقات مع كبار شعراء عصره في مصر ولبنان وسورية والعراق وقد ذكر في بعض مؤلفاته أن أمير الشعراء أحمد شوقي رشحه ليكون أميراً للشعراء بعده حين قال له مجاملة:
ويروى في هذه المناسبة مما قاله أمين نخلة نفسه أن البريد حمل إليه ذات يوم رسالة معنونة إلى «أمير الشعراء» فلما رأى عنوانها أحالها إلى الشاعر عمر أبو ريشة فأحالها أبو ريشة إلى الشاعر بشارة الخوري «الأخطل الصغير» فأحالها هذا بدوره إلى الشاعر بدوي الجبل، وظلت الرسالة تنتقل من شاعر كبير إلى آخر دون أن يجرؤ أحد من هؤلاء على تسلمها.
كان أمين نخلة ناثراً إلى جانب شعره، وكان لنثره أناقة وسهولة ممتنعة، وكانت الموضوعات التي عالجها أمين نخلة في شعره ونثره ثلاثة: الغزل والطبيعة والموت. ومن شعره في الغزل قوله:
وكان هاجس الموت يلازمه في كثير من ساعات ليله ونهاره، وكان في كثير من مواقفه يرثي نفسه حين يرثي الآخرين. وقال في قصيدته «بعد الشباب»
أما الطبيعة فقد أوحت إليه بكثير من شعره ونثره، وأفرد لها كتاباً عنوانه «المفكرة الريفية» وكان يتميز بجمال أسلوبه وأناقته، وفيه يستعيد صورة يومية يزخر بها الريف ببساطة وعفوية. ومن نثره في كتابه قوله:
(ألف رغيف يدخل فرن الضيعة، وألف رغيف يخرج منه، يا حبيبة، فلا والله ما رأت عيني رغيفاً قد إحمر كخدك، ولا رأت عيني رغيفاً قد احترق كقلبي).

## موقفه من القرآن
أبدى الشاعر أمين نخلة إعجابه ببلاغة وفصاحة الآيات القرآنية والتي وصفها في كتابه «في الهواء الطلق» بالإعجازية، حيث قال:
"ما قرأتُ في القرآن قط، وتلقّفتني تلك الفصاحة من كل جهة، وشهدتُ ذلك الإعجازَ الذي يطبق العقل، إلا صِحتُ بنفسي: انجي، ويحكِ، فإنني على دين النصرانية!"

## وفاته
عكف أمين نخلة في أواخر حياته على ذكرياته، وانطوى على أوجاعه مع رفيقة حياته، وأصيب بنزف في الدماغ أدى إلى فقدانه الذاكرة، وتفرق عنه أصحابه ومعيدوه تدريجياً، إلى أن مات في صمت، من غير وداع ولا تأبين وذلك في 13 من شهر مايو عام 1976 في بيروت عن عمر ناهز 75 عام، ودفن في بلد أجداده في باروك لبنان. وقد خططت لتأبينه حفلتان ألغيتا في اللحظة الأخيرة أولاهما على إثر اغتيال كمال ناصر وجماعته بيد المخابرات الإسرائيلية، والثانية بسبب نشوب الحرب الأهلية في لبنان عام 1975.

## وصلات خارجية
العروبة والإسلام في أدب أمين نخلة. جريدة الرياض